# Winnebago LeSharo
Pour les articles homonymes, voir Winnebago.
Le Winnebago LeSharo (vendu aussi sous le nom Itasca Phasar) est un modèle de camping-car à toit bas, long de 6 m, construit par Winnebago Industries (en) aux États-Unis sur une base de Renault Trafic. Le modèle a été lancé à une époque de hausse de prix du carburant et de baisse des ventes de camping-cars. Ce nouveau modèle proposait aux clients le même confort des modèles précédents, mais sans la consommation ruineuse des blocs V6 ou V8 qui les équipaient.

## Première génération (1983-1986)
Conçu au moment de l'entrée en vigueur aux États-Unis d'une législation plus stricte en matière d'économie de carburant et où la limitation de vitesse était fixée à 55 mi/h (89 km/h) en vue d'économiser le carburant, le Winnebago LeSharo avait pour objectif de plaire aux conducteurs qui cherchaient une meilleure efficacité énergétique que celle des camping-cars traditionnels. Le châssis et la cabine étaient construits par Renault, sur plate-forme de Renault Trafic (T5, LWB), et ils étaient ensuite livrés sous la forme de kits CKD à Winnebago. Les modèles de 1983 étaient propulsés par le bloc diesel atmosphérique 4 cylindres en aluminium OHC de 2 068 cm3 (délivrant une puissance de 66 ch). Ils étaient équipés d'une boîte-pont manuelle à 4 vitesses. En 1984, un turbocompresseur était proposé en option, augmentant la puissance à 75 ch. En 1985, un bloc essence 4 cylindres à injection Bosch de 2 065 cm3 était proposé, avec une boîte de vitesses automatiques commandée électroniquement, fournissant davantage de puissance mais au prix d'une plus grande consommation et alourdissant le véhicule de 192 kg. Après 1986, le moteur diesel était retiré du catalogue.
Le Lesharo a été équipé d'un pot catalytique (fabriqué par la division européenne de Teneco Walker) et d'un canister à charbon actif (d'origine GM) pour se conformer aux normes américaines.
Le PTAC des LeSharo et Phasar modèles TD 1985 est de 2 640 kg.

## Seconde génération (1987-1992)
Le Winnebago LeSharo a bénéficié d'un restylage en 1987, qui lui a donné un profil plus aérodynamique et une lunette arrière plus grande. Le poids total en charge du véhicule est passé de 2 640 à 3 029 kg et la hauteur extérieure de 2,46 à 2,51 m. Le moteur diesel n'était plus disponible. Une boîte de vitesses manuelle à 5 vitesses a été proposée en option entre 1988 et 1989. Un essieu arrière renforcé a été monté dans les modèles construits à partir de 1989. A la mi-1989, le système d'injection Bosch LU-Jetronic (avec sonde lambda) a été remplacé par un modèle Renix (entreprise commune Renault-Bendix).

## Ventes totales aux États-Unis
Approximativement 21 000 véhicules Winnebago basés sur le Renault Trafic ont été produits entre 1983 and 1992.